# Julia Nauta
Julia Nauta (Delft, 11 giugno 2001) è un'attrice, doppiatrice, cantante, ballerina e modella olandese.

## Biografia
Julia Nauta è nata l'11 giugno 2001 a Delft,  da madre Astrid Holleeder e da padre Dave Schram; ha una sorella maggiore che si chiama Sarah Nauta, anche lei cantante.

## Carriera
Julia ha ricevuto lezioni di recitazione, ballo e canto e ha seguito lezioni presso il teatro Hofplein di Jaargang Junior di Post Castelijn e presso le scuole di teatro di orientamento nazionale di Rhubarber e segue il corso preparatorio di danza presso la Codarts University of the Arts e frequenta la Dutch School of Musica popolare, corso propedeutico al conservatorio. Nel 2018 ha conseguito il diploma Havo/VWO in musica e danza (direzione del canto) a Rotterdam.
All'età di sei anni ha interpretato il ruolo di Gretl von Trapp in The Sound of Music. Questo è stato seguito da ruoli in Mary Poppins e Shrek, tra gli altri.
Nel 2013 lei e sua sorella Sarah hanno preso parte all'AVRO Junior Song Contest come duo Sarah & Julia. Sei mesi dopo la loro partecipazione, hanno pubblicato il loro primo singolo e nel 2016 hanno vinto il primo Dutch Radio Disney Music Award, noto anche come ARDY.
Nel 2017 ha recitato nelle serie Suspects e De Mannentester e ha registrato un pilot per Wonderful Book Store di Eduard. Da novembre 2018 ha preso parte al musical Soof e da dicembre dello stesso anno ha recitato nella serie Kerst met de Kuijpers.
Nel 2019 e nel 2020 è una dei 100 giudici del programma televisivo All Together Now. Successivamente anche recitato in ruoli secondari nelle serie Morten, DNA e De Ludwigs.

## Filmografia

### Attrice

#### Cinema
- Heksen bestaan niet, regia di Aramis Tatu e Adel Adelson (2014)
- Fashion Chicks, regia di Jonathan Elbers (2015)

#### Televisione
- Spotlight – serie TV (2015) – Julia
- Suspects – serie TV (2017) – Jozefien Waterberg
- De mannentester – serie TV (2017) – Lieve Maes
- Kerst met de Kuijpers – miniserie TV (2018) – Myrthe
- Verborgen verhalen – serie TV (2019) – Kato
- Morten – serie TV (2019) – Philippine Mathijsen
- DNA – serie TV (2019) – Kim de Bruin
- De Ludwigs – serie TV (2019) – Anne-Frederique

#### Cortometraggi
- Edward's Miraculous Bookstore, regia di Annabel Essink (2018)

### Doppiatrice

#### Televisione
- Zarafa – serie animata (2012) – Soula
- Bibi & Tina – serie animata (2015) – Tina
- Bibi & Tina 2: Liefde en diefstal op de manege – serie animata (2016) – Tina
- Trolls – serie animata (2016) – Chenille
- Bibi & Tina 3: Jongens tegen de meiden – serie animata (2017) – Tina
- Smurfs: The lost village – serie animata (2017) – Smurflelie
- Bibi & Tina 4: Chaos op Falkenstein – serie animata (2018) – Tina
- Bia – serie animata (2020) – Poche
- Trolls Wereldtour – serie animata (2020) – Chenille

## Teatro
- The Sound of Music, prodotto da V&V Entertainment, presso il teatro Efteling di Kaatsheuvel (2008-2009)
- The Sound of Music, prodotto da V&V Entertainment, presso il Landelijke tour (2009-2010)
- Mary Poppins, prodotto da Stage Entertainment, presso il AFAS Circustheater di Scheveningen (2010-2011)
- Platee, prodotto da Nationale Reisopera, presso il Landelijke tour (2011)
- Shrek, prodotto da Albert Verlinde Entertainment, presso il teatro Rai di Amsterdam (2012-2013)
- Soof, prodotto da Cook a dream, presso il Landelijke tour (2018-2019)

## Programmi televisivi
- Kinderen voor Kinderen (2012)
- Junior Songfestival (2013)
- All Together Now (2019-2020) – Giurata

## Discografia
- 100 jaar (2012)
- Gadgetfreak (2012)
- Glitter & Glamour (2013)
- Live Life (2013)
- Celebrate We're Young (2014)
- Gold (2014)
- Ik ben ik, jij bent jij (2015)
- Something Wonderful (2015)
- Here Come the Girls (2015)
- Dance Like Nobody's Watching (2016)
- Hoofd in de wolken di Nigel Sean (2017)
- Hooked on the Hype (2018)
- On My Way (2019)

## Riconoscimenti
- Aanstormend Talent
  - 2019: Candidata insieme a Sarah Nauta per il Premio Musicale al Soof de Musical
- Beste Nederlandse Artiest
  - 2016: Vincitrice insieme a Sarah Nauta del Premio Radio Disney Music